# Józef Wołodkowicz (marszałek szlachty)
Józef Wołodkowicz (ur. 1761 – zm. 1807) – generał adiutant buławy wielkiej litewskiej; deputat Trybunału Głównego Wielkiego Księstwa Litewskiego. Uczestnik konfederacji targowickiej. W 1807 był marszałkiem szlachty mińskiej.